# أ هول نيو وورلد (أغنية)
أ هول نيو وورلد (بالعربية: عالم جديد بالكامل) أو في نسختها العربية «لدنيا فوق» والمصرية «دي دنيا فوق»، هي أغنية من فيلم علاء الدين «إنتاج ديزني» لعام 1992، من تلحين آلان مينكين وكلمات تيم رايس. هي أغنية ثنائية سجلها في البداية المطربان براد كين وليا سالونغا في دور كل منهما كأصوات غنائية من الشخصيات الرئيسية علاء الدين وياسمين، البالاد هو بمثابة هو أغنية الحب الأساسية في الفيلم وشارته الموسيقية. بطريقة شاعرية، في أغنية «عالم جديد بالكامل» يصف علاء الدين الذي يظهر للأميرة المحصنة حياة الحرية وإقرار الحبيبان بحبهما لبعضهما البعض أثناء ركوبهما على السجادة السحرية. حصلت الأغنية على جائزة الأوسكار لأفضل أغنية أصلية في حفل توزيع جوائز الأوسكار رقم 65. كما فازت «عالم جديد تمامًا» بجائزة جرامي لأغنية السنة في حفل توزيع جوائز جرامي السنوي الـ 36، وهي الأغنية الأولى الوحيدة لديزني حتى الآن تفوز في هذه الفئة. في عام 2014، قام آدم جاكوبس وكورتني ريد بأداء الأغنية كعلاء الدين وياسمين في نسخة الفيلم في برودواي. وفي نسخة الفيلم العربية الفصحى، غنى زياد الشريف ونهى قيس الأغنية تحت اسم «لدنيا فوق»، كما غناها في الفيلم باللهجة المصرية هشام نور ونهلة الملواني تحت اسم «دي دنيا فوق».
تم إصدار أغنية منفردة من الأغنية في نفس العام وقام بها فنانو التسجيل الأمريكيان Peabo Bryson و Regina Belle . لعبت هذه النسخة على أرصدة الفيلم النهائية. وصلت النسخة إلى الرقم الأول على لائحة Billboard Hot 100 في الولايات المتحدة في 6 مارس 1993،  لتحل محل أغنية " I Will Always Love You " الخاصة بـ ويتني هيوستن، والتي قضت فترة قياسية لمدة 14 أسبوعًا عند قمة الترتيب. فازت بالذهبية وبيع 600,000 نسخة محليا.  بلغت ذروة ترتيبها بحصولها على رقم 12 في تصنيف المملكة المتحدة للأغاني المنفردة في عام 1992. الأغنية هي الأغنية الأولى وحتى الآن الوحيدة من أفلام ديزني للرسوم المتحركة لتتصدر قائمة Billboard Hot 100 الأمريكية. أُدرجت النسخة المنفردة لاحقًا في ألبوم استوديو Belle's واسمه Passion (1993) وفي ألبوم استوديو Bryson واسمه Through Fire (1994). 

## بلغات أخرى
| البلد （اللغة）                               | اسم الأغنية                        | الترجمة                | المغنيان                                                                            |
| --------------------------------------------- | ---------------------------------- | ---------------------- | ----------------------------------------------------------------------------------- |
| العالم العربي （اللغة العربية）               | لدنيا فوق                          |                        | زياد الشريف ونهى قيس (نسخة تلفزيون ج) زياد الشريف و شهد عز (نسخة ديزني بلس الرسمية) |
| مصر والعالم العربي （اللهجة المصرية）         | دي دنيا فوق                        | هذه دنيا فوق           | هشام نور ونهلة الملواني                                                             |
| إيطاليا （اللغة الإيطالية）                   | Il mondo è mio                     | العالم ملكي            | Vincent Thoma・Cristina                                                             |
| الهند （اللغة الهندية）                       | Sapno Ka Jahan                     | عالم الأحلام           | Sonu Nigam                                                                          |
| هولندا وبلجيكا （اللغة الهولندية）            | Een nieuw begin                    | بداية جديدة            | Bart Bosch و Laura Vlasblom                                                         |
| كندا (كيبيك （اللغة الفرنسية）                | Un nouveau monde                   | عالم جديد              | Joël Legendre و Martine Chevrier                                                    |
| السويد （اللغة السويدية）                     | En helt ny värld                   | عالم جديد بالكامل      | Peter Jöback و Myrra Malmberg                                                       |
| أسبانيا （اللغة الأسبانية）                   | Un mundo ideal                     | عالم مثالي             | Miguel Morant و Ángela Aloy                                                         |
| تايلاند （اللغة التايلاندية）                 | โลกใหม่สวยงาม (Loke mai suay ngarm) | هذا العالم الجديد جميل | Thongchai McIntyre و Saowalak Leelabutr                                             |
| كوريا （اللغة الكورية）                       | 아름다운 세상 (aleumdaun sesang)   | عالم جميل              | Gyeongju Nam و Jeonghwa Yi                                                          |
| الصين （اللغة الصينية）                       | 萍水相逢 (píng shuǐ xiāng féng)    | لقاء بالصدفة           | إميل تشو وسارة تشين                                                                 |
| الدنمارك （اللغة الدنماركية）                 | Et helt nyt liv                    | حياة جديدة بالكامل     | Louise Norby و Søren Launbjerg                                                      |
| ألمانيا （اللغة الألمانية）                   | Ein Traum Wird Wahr                | حلم يتحقق              | Peter Fessler و Sabine Hettlich                                                     |
| تركيا （اللغة التركية）                       | Gerçek Dünya                       | العالم الحقيقي         | Peter Dias و Su???                                                                  |
| اليابان （اللغة اليابانية）                   | 新しい世界 (أتاراشي سيكاي)         | عالم جديد              | Ishii Kazutaka وكاوري أزوه                                                          |
| هنغاريا （اللغة الهنغارية）                   | Egy új élmény                      | تجربة جديدة            | Miller Zoltán و Janza Kata                                                          |
| فنلندا （اللغة الفنلندية）                    | Se on kuin yö                      | إنه كالليل             | Sami Aarva و Ulla Hakola                                                            |
| البرتغال （اللغة البرتغالية）                 | Um mundo ideal                     | عالم مثالي             | Kika Tristão و Joseph Carrasso Jr.                                                  |
| فرنسا （اللغة الفرنسية）                      | Ce rêve bleu                       | هذا الحلم الأزرق       | Paolo Domingo و Karine Costa                                                        |
| بولندا （اللغة البولندية）                    | Wspaniały świat                    | عالم مدهش              | Paweł Tucholski و ・Katarzyna Skrzynecka                                            |
| البرتغال （اللغة البرتغالية）                 | Um mundo ideal                     | عالم مثالي             | Sofia Escobar و Luís Alves                                                          |
| تايوان (جزيرة)・ماكاو・هونغ كونغ （صينية يؤ） | 新的世界                           | عالم جديد              | Zhou Huajian و Chen Shuhua                                                          |
| أمريكا اللاتينية （اللغة الأسبانية）          | Un Mundo Ideal                     | عالم مثالي             | Demián Bichir・Anali                                                                |
| （اللغة العبرية）                             | עולם חדש (أولام هاداش)             | عالم جديد              | Rama MesingerوAlon Ophir                                                            |